# Église Saint-Florentin d'Amboise
L'église Saint-Florentin est une des deux églises paroissiales de la ville d'Amboise (Indre-et-Loire), située au sein de la vieille ville et au pied du château royal. L'église Saint-Florentin fait l’objet d’un classement au titre des monuments historiques depuis le 3 juillet 1963.

## Histoire

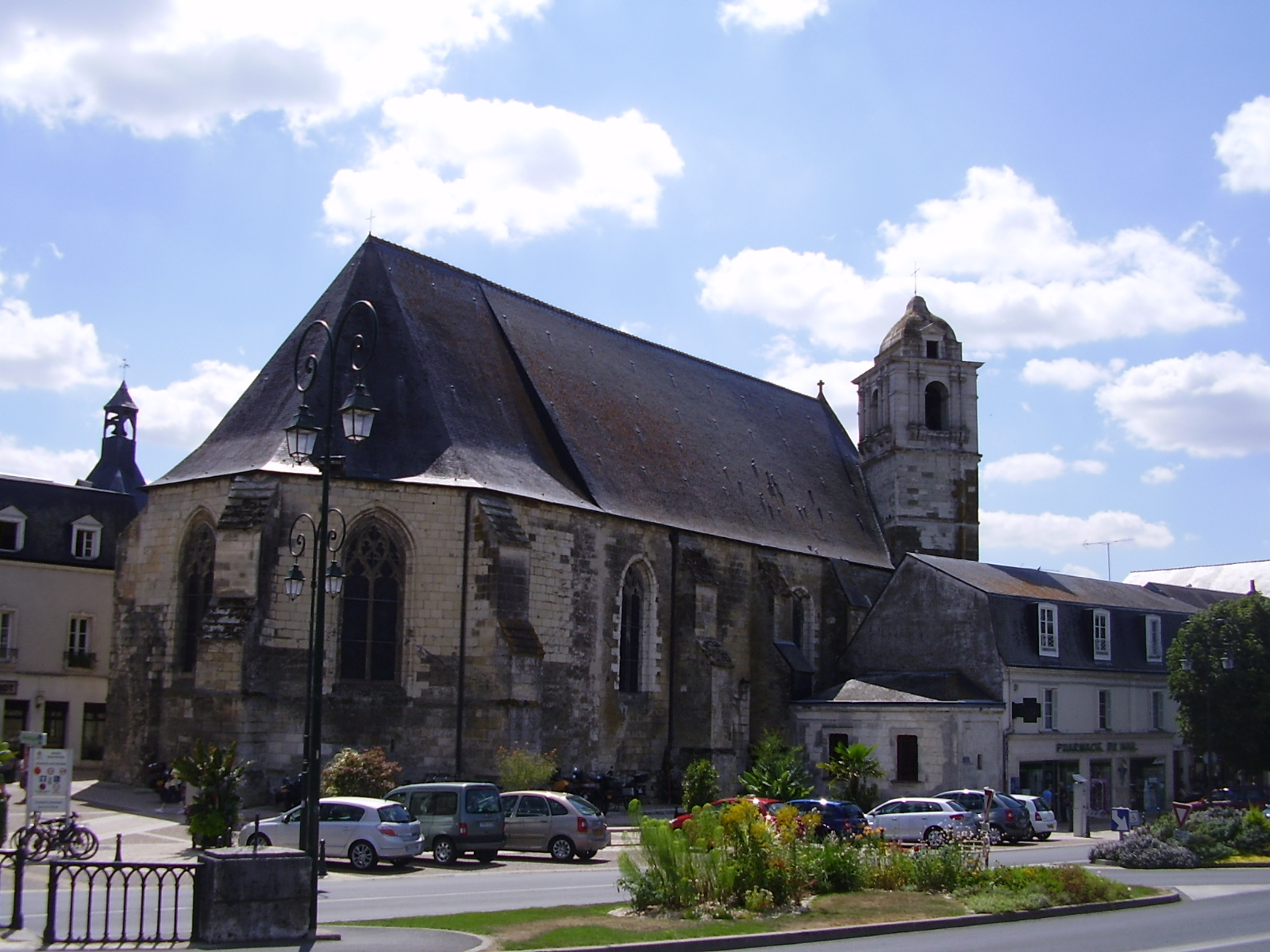
Vue générale extérieure

L'église est construite à la demande de Louis XI afin que l'église du château cesse d'être paroissiale, par peur des maladies. Des lettres patentes du 7 juin 1473 accorde pour cela une partie de la taxe sur le sel pendant quatre ans et l'église est consacrée en 1484.
La couverture du clocher est modifiée dans un style Renaissance au début du XVIe siècle, puis d'importants travaux de restauration ont lieu en 1876 : on remplace alors notamment la voûte en bois par de la pierre. La cloche a été offerte par le duc de Choiseul.
Les vitraux sont détruits pendant la Seconde Guerre mondiale et remplacés par des œuvres originales de Max Ingrand, qui travaille également à la chapelle Saint-Hubert du château.
Fermée pour cause de mauvais état, elle rouvre au milieu des années 2000.